# ایزابل، دوشس بورگوندی
ایزابلا پرتغال، دوشس بورگوندی (انگلیسی: Isabella of Portugal, Duchess of Burgundy؛ ۲۱ فوریه ۱۳۹۷ – ۱۷ دسامبر ۱۴۷۱) سومین همسر فیلیپ سوم، دوک بورگوندی در پرتغال زاده شد و تنها دختر بازمانده از ژواو نخست پادشاه پرتغال و فیلیپا لنکستر بود.